# Масленицкий мост
Эта статья о старом масленицком мосте (шоссе D8). Статью о новом масленицком мосте (автобан A1) см. здесь
Масленицкий мост (хорв. Maslenički most), Старый масленицкий мост, Масленицкий мост (D8) — автодорожный стальной арочный мост над Новским проливом в Задарской жупании, Хорватия. Часть Адриатического шоссе D8. Расположен примерно в километре от деревни Масленица.

## История

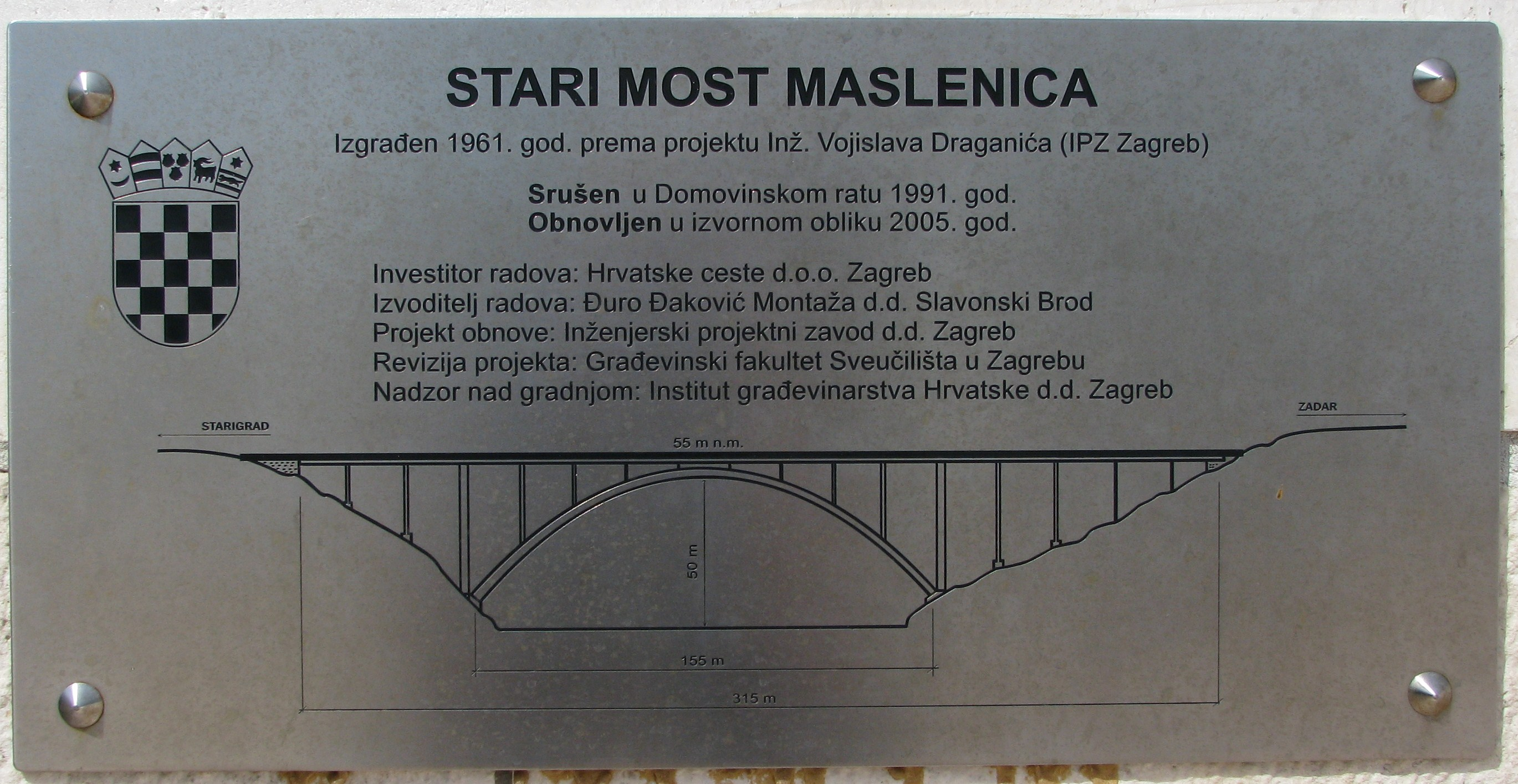
Пояснительная табличка на мосту

Масленицкий мост был спроектирован инженером Воиславом Драганичем, строительство велось в 1955—1960 годах. В 1961 году мост был открыт для движения. По мосту проходило Адриатическое шоссе, идущее вдоль всего хорватского морского побережья и связывающая Северную, Центральную и Южную Далмацию. В 1990 году мост был капитально реконструирован, однако просуществовал после реконструкции меньше года.
Стратегическое значение моста привело к тому, что после начала войны в Хорватии в сентябре 1991 года, части Югославской народной армии при поддержке отрядов Сербской Краины провели наступательную операцию в районе хорватского города Новиград с целью выйти к Новскому проливу и Масленицкому мосту. Взяв под контроль мост, сербы ликвидировали сквозное сообщение по хорватской Далмации и отрезали Северную Далмацию от Южной. Единственный оставшийся у хорватов путь для связи проходил по Пажскому мосту, острову Паг и парому в Северную Далмацию. Масленицкий мост был взорван в ноябре 1991 года. В январе 1992 года было заключено перемирие.
В 1993 году хорватская армия предприняла контрнаступление, получившее наименование операция «Масленица». Операция была успешной, хорватская сторона добилась перехода под свой контроль Новского пролива и берегов залива Новиградско-Море. Рядом с разрушенным Масленицким мостом был наведён временный понтонный мост, что позволило восстановить сквозное движение по адриатическому берегу. Одновременно в другом месте Новского пролива, ближе к морю, началось возведение нового моста. Этот мост был открыт в 1997 году и в настоящее время по нему проходит главная автомагистраль Хорватии A1 (Загреб — Задар — Сплит).
С 2003 по 2005 год шло строительство заново и старого моста, причём одним из условий было возведение моста по первоначальному проекту, в той же форме, в какой он существовал до войны. В первоначальный проект было внесено лишь несколько небольших изменений: ширина увеличена с 9,4 м до 10,5 м, опоры сделаны более массивными и сконструированы дополнительные поручни безопасности для пешеходов. На реконструкцию моста было выделено 59,8 млн кун, ещё 2,2 миллиона кун ушло на удаление остатков взорванного моста.
Новый мост был открыт 17 июня 2005 года, по нему сейчас проходит шоссе D8 (Адриатическое шоссе). Кроме того, мост используется для банджи-джампинга.

## Конструкция
Общая длина моста — 315 м, основной пролёт имеет длину 155 м, высота свода над водой — 55 м. Опоры моста опираются на бетонные фундаменты, вделанные в известняковые скалы по обеим сторонам пролива.